# Белка Дугласа
Белка Дугласа (лат. Tamiasciurus douglasii) — вид грызунов семейства беличьих рода красные белки. Видовое название дано животному в честь шотландского учёного Дэвида Дугласа (1799—1834).

## Описание
Взрослое животное достигает длины тела 27—34,8 см, хвост длиной 10,2—15,8 см, задние ступни 4,1—5,5 см, вес 141—312 г. Верх тела от красновато-коричневого до серо-коричневого цвета. Зимний мех становится более сероватым. Брюхо оранжевое. Хвост пушистый с чёрным кончиком из волос. По бокам тела чёрные полосы, которые исчезают в зимний период.

## Распространение
Вид распространён на западе Северной Aмерики. Обитает в хвойных лесах до высоты 3300 м над уровнем моря.

## Образ жизни
Активны днём, ведут одиночный образ жизни. Территориальные, площадь участка составляет 1—1,5 гектара. Всеядны. Основной пищей являются семена сосны, а также листья, орехи, грибы, ягоды, ветки, почки, реже членистоногие, яйца и птенцы птиц. Зимой в основном используют запасы, накопленные в тёплые месяцы.

## Размножение
Половая зрелость наступает в возрасте 8—9 месяцев. Спаривание происходит с января до середины августа, чаще с марта по май. У большинства самок бывает один помёт в год. Иногда второй помёт в августе или сентябре. Беременность длится 36—40 дней, в помёте от 1 до 8 детёнышей, в среднем 4—6. Вес детёнышей составляет 13—18 г. Глаза открывают через 26—36 дней, оставаясь до середины июля начала августа в гнезде матери. В возрасте 6—9 недель отлучаются от гнезда.

## Подвиды
- Tamiasciurus douglasii albolimbatus — Allen, 1890 (Север и центральная часть Калифорнии, центральная часть Орегона)
- Tamiasciurus douglasii douglasii — Bachman, 1839 (Запад Вашингтона, Орегон и Калифорния)
- Tamiasciurus douglasii mollipilosus — Audubon & Bachman, 1841 (Центральная часть Вашингтона и юго-запад Британской Колумбии)